# Asterios
Asterios (altgriechisch Ἀστέριος Astérios) oder Asterion (Ἀστερίων Asteríōn) ist in der griechischen Mythologie ein kretischer Herrscher und Gemahl der Europa.
In prähellenischer Zeit war Zeus Asterios (altgriechisch Ζεὺς Ἀστέριος Zeùs Astérios) wohl ein Sonnen- und Himmelsgott der Kreter, der auch in Gestalt eines Stieres erschien und dessen Attribute später auf Zeus übertragen wurden. Sein Name „Sternenkönig“ (astḗr = Stern) bezog sich auf die „dunkle Seite“ (Nachthimmel) des alten Gottes.
Nach Diodor (Diod. Sic. 4,60,2) war König Asterios ein Sohn des Tektamos und einer Tochter des Kretheus. Tektamos, ein Sohn des Doros, war mit Aiolern und Pelasgern in Kreta eingewandert. Als König von Kreta adoptierte Asterios Europas drei Söhne, Minos, Rhadamanthys und Sarpedon, die sie von Zeus empfangen hatte. Asterios selbst blieben leibliche Kinder versagt, so dass Minos sein Nachfolger wurde; nach anderer Überlieferung war er der Vater der Krete.